# Harry Åberg
Harry Oscar Eugène Åberg, född den 22 juni 1881 i Malmö, död den 10 maj 1936 i Piteå, var en svensk jurist. 
Åberg blev student vid Lunds universitet 1900 och avlade juris utriusque kandidatexamen där 1906. Efter tjänstgöring i olika domsagor  blev han vice häradshövding 1918. Åberg var häradshövding i Piteå domsaga från 1921 till sin död. Från 1925 var han ordförande i poliskollegiet för Norrbottens län. Åberg blev riddare av Nordstjärneorden 1931. Han vilar på Sankt Pauli norra kyrkogård i Malmö.